# Spegazzinia ornata
Spegazzinia ornata är en svampart som beskrevs av Sacc. 1880. Spegazzinia ornata ingår i släktet Spegazzinia, divisionen sporsäcksvampar och riket svampar.   Inga underarter finns listade i Catalogue of Life.